# Шлейва, Криступас
Криступас Шлейва (род. 5 июля 1996 года) — литовский борец греко-римского стиля, бронзовый призёр чемпионата мира 2021 года и чемпионата Европы 2020 года. 

## Биография
Родился в 1996 году. С 2007 года активно занимается борьбой. С 2011 выступает на международной арене. В 2014 году завоевал серебряную медаль Чемпионата Европы среди юниоров.  
В 2017 году впервые принял участие во взрослом чемпионате мира по борьбе. Занял 21-е место в весовой категории до 66 кг. 
В феврале 2020 года на чемпионате континента в итальянской столице, в весовой категории до 67 кг Криступас в схватке за бронзовую медаль поборол спортсмена из Белоруссии Александра Ливончука и завоевал бронзовую медаль европейского первенства.